# .jm
.jm는 자메이카의 국가 도메인이다. University of West indies가 관리한다.
등록은 com.jm, net.jm, org.jm, edu.jm, gov.jm 및 mil.jm이라는 2차 도메인 이름 아래의 세 번째 수준에 있다. 등록은 자동이 아닌 수동으로 처리되므로 등록자는 등록이 끝날 때까지 30일을 허용해야 한다. 도메인 이름 업데이트(네임서버 변경 등)는 기술 또는 등록자 이메일 주소를 통해서만 승인될 수 있다. .jm 도메인 등록은 서인도 제도 대학교의 MITS(Mona Information Technology Services)에서 처리한다. 등록은 무료이지만 MITS가 향후 몇 년간 서비스를 상용화하는 것에 대한 논의가 있었다.